# Cola umbratilis
Cola umbratilis är en malvaväxtart som beskrevs av John Patrick Micklethwait Brenan och Keay. Cola umbratilis ingår i släktet Cola och familjen malvaväxter. Inga underarter finns listade i Catalogue of Life.